# Андрюс Тапінас
Андрюс Баліс Тапінас (лит. Andrius Balys Tapinas; 6 квітня 1977, Вільнюс, Литовська РСР) — литовський журналіст, письменник, режисер, літературознавець, радіо- та телеведучий. Ведучий популярної литовської телевізійної програми «Генерація грошей», автор та ведучий політико-сатиричної програми «Тримайтесь там».
У 1998 отримав ступінь бакалавра з міжнародної економіки у Вільнюському університеті.
З початком російського вторгнення в Україну 2022 року Андрюс Тапінас активно почав допомагати українським біженцям. Зокрема, Андрюс з колегами приїжджав у Жовті Води (Дніпропетровська область), щоб забрати і вивезти в Литву українців, які тікали від війни. У травні 2022 року Андрюс Тапінас і телекомпанія Laisves TV оголосили збір коштів для купівля двох дронів-розвідників, які корегують артилерійський вогонь для ЗСУ. За 16 годин їм вдалося зібрати 330 тисяч євро. Тоді журналісти вирішили не зунятися на досягнутому і оголосили збір коштів на купівлю бойового безпілотника Bayraktar TB2. Литовці зібрали на цю покупку понад 5 мільйонів євро за три дні.

## Проєкти
- Збір на Baraktar TB2 для України
- Збір на морські дрони для України

## Нагороди
- Орден «За заслуги перед Литовською Республікою»
- Орден «За заслуги» ІІІ ступеня (Україна, 23 серпня 2022) — за значні особисті заслуги у зміцненні міждержавного співробітництва, підтримку державного суверенітету та територіальної цілісності України, вагомий внесок у популяризацію Української держави у світі.[4]